# Alkisti Avramidou
Alkisti Avramidou (grekiska: Άλκηστη Αβραμίδου), född 26 februari 1988, är en grekisk vattenpolospelare. Hon ingick i Greklands landslag vid världsmästerskapen i simsport 2011.
Avramidou tog VM-guld 2011 i Shanghai och EM-silver 2010 i Zagreb samt 2012 i Eindhoven.